# Liste der Biografien/Gub
Liste der Biografien |
Portal Biografien |
Personensuche
# |
A |
B |
C |
D |
E |
F |
G |
H |
I |
J |
K |
L |
M |
N |
O |
P |
Q |
R |
S |
T |
U |
V |
W |
X |
Y |
Z |
?
 
Ga |
Gb |
Gc |
Gd |
Ge |
Gf |
Gh |
Gi |
Gj |
Gk |
Gl |
Gm |
Gn |
Go |
Gp |
Gq |
Gr |
Gs |
Gu |
Gv |
Gw |
Gy |
Gz
 
Gua |
Gub |
Guc |
Gud |
Gue |
Guf |
Gug |
Guh |
Gui |
Guj |
Guk |
Gul |
Gum |
Gun |
Guo |
Gup |
Gur |
Gus |
Gut |
Guu |
Guv |
Guw |
Guy |
Guz
Die Liste der Biografien führt alle Personen auf, die in der deutschsprachigen Wikipedia einen Artikel haben. Dieses ist eine Teilliste mit 81 Einträgen von Personen, deren Namen mit den Buchstaben „Gub“ beginnt.

## Gub

### Guba
- Guba, Paulina (* 1991), polnische Kugelstoßerin
- Gubacsi, Zsófia (* 1981), ungarische Tennisspielerin
- Gubaidulina, Sofia Asgatowna (1931–2025), sowjetische bzw. russische KomponistinSofia Asgatowna Gubaidulina (1931–2025)

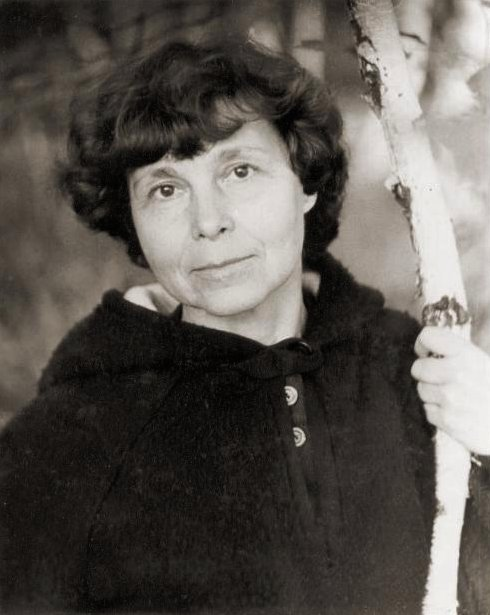
Sofia Asgatowna Gubaidulina (1931–2025)

- Gubalke, Lotte (1856–1935), deutsche Schriftstellerin und Zeitschriftenredakteurin
- Guballa, Werner (1944–2012), deutscher römisch-katholischer Geistlicher und Weihbischof in Mainz
- Gubanowa, Anastassia (* 2002), russische und georgische Eiskunstläuferin
- Gubanowa, Irina Igorewna (1940–2000), sowjetische bzw. russische Schauspielerin und Synchronsprecherin
- Gubanowa, Jekaterina (* 1979), russische Opernsängerin (Mezzosopran)
- Gubarew, Alexei Alexandrowitsch (1931–2015), sowjetischer Kosmonaut
- Gubarew, Wladimir Stepanowitsch (* 1938), belarussischer Dramatiker, Drehbuchautor und Journalist
- Gubarewa, Ljudmila, kasachische Biathletin in der Stilrichtung Crosslauf
- Gubari, Sherko (* 1996), irakischer Fußballspieler
- Gubazes II. († 555), König von Lasika (541–555)

### Gubb
- Gubba, James Charles (1869–1945), deutscher Gutsbesitzer und Politiker
- Gubbels, Klaas (* 1934), niederländischer Maler, Fotograf und Bildhauer
- Gubbins, Colin (1896–1976), britischer Offizier
- Gubbins, David (* 1947), britischer Geophysiker
- Gubbins, Doris († 1961), britische Tischtennisspielerin
- Gubbins, Keith E. (* 1937), britisch-US-amerikanischer Chemieingenieur und Physikochemiker
- Gubbins, Ralph (1932–2011), englischer Fußballspieler
- Gubbrud, Archie M. (1910–1987), US-amerikanischer Politiker

### Gube
- Gubec, Matija (1538–1573), Anführer eines Bauernaufstands „Seljačka buna“
- Gubel, Isaac († 1983), argentinischer Alternativmediziner
- Gübeli, Manuel (* 1976), Schweizer Filmemacher, Künstler und Autor
- Gübelin, Eduard Josef (1913–2005), Schweizer Juwelier und Pionier der Edelsteinforschung
- Gubelmann, Catia (* 2001), Schweizer Sprinterin
- Gubelmann, Fiona (* 1980), US-amerikanische SchauspielerinFiona Gubelmann (* 1980)

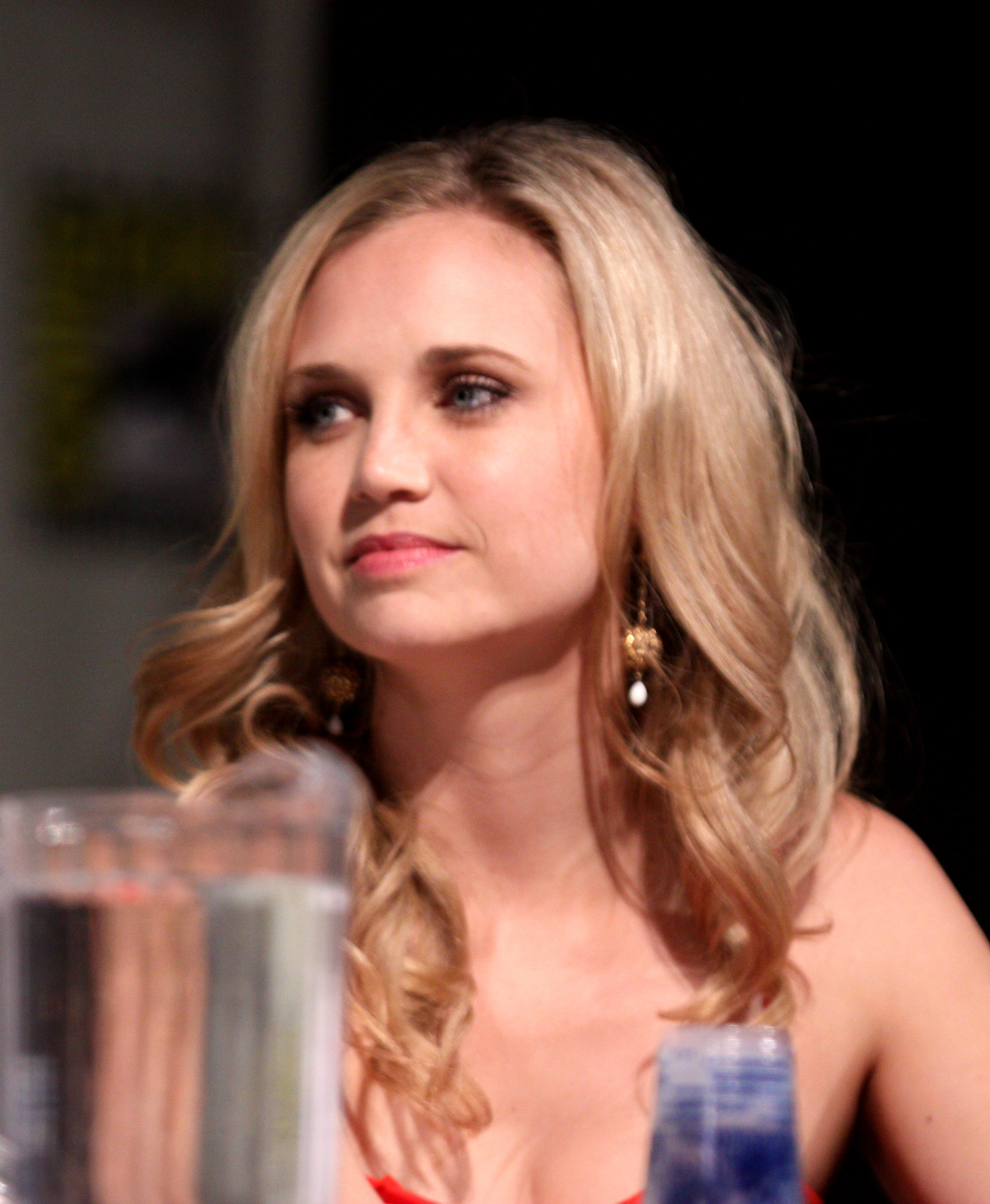
Fiona Gubelmann (* 1980)

- Gubelmann, René (1947–2025), Schweizer Schlagzeuger, Vibraphonist und Kunstmaler
- Guben, Günter (* 1938), deutscher Schriftsteller, Musiker, Maler und Fotograf
- Gubener, Carl (1884–1971), deutscher Schwimmer
- Gubenko, Nikolai Nikolajewitsch (1941–2020), sowjetischer Schauspieler und Politiker
- Guber, Alexander Andrejewitsch (1902–1971), russisch-sowjetischer Historiker
- Guber, Boris Andrejewitsch (1903–1937), sowjetischer Schriftsteller
- Guber, Carola, deutsche Opernsängerin (Mezzosopran)
- Guber, Peter (* 1942), US-amerikanischer FilmproduzentPeter Guber (* 1942)

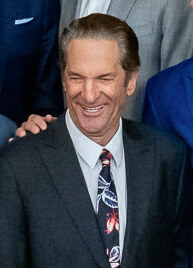
Peter Guber (* 1942)

- Guber, Rebeca (1926–2020), argentinische Mathematikerin, Informatikerin und Hochschullehrerin
- Guber, Siegfried (1933–1968), deutscher Mathematiker
- Gubergriz, Max Moissejewitsch (1886–1951), estnisch-russisch-ukrainisch-sowjetischer Arzt und Internist
- Guberina, Petar (1913–2005), kroatischer Romanist, Phonetiker, Phonologe und Fremdsprachendidaktiker
- Guberman, Igor (* 1936), sowjetischer Schriftsteller und Dichter
- Gubernatis, André-Dieter (* 1945), deutscher Offizier, Generalmajor der Bundeswehr
- Gubernatis, Friederike (* 1988), deutsche Handballspielerin
- Guberti, Stefano (* 1984), italienischer Fußballspieler

### Gubi
- Gubica, Matija (* 1980), kroatischer Handballschiedsrichter
- Gubig, Matthias (* 1942), deutscher Grafikdesigner, Typograf, Buchgestalter und Hochschullehrer
- Gubijan, Ivan (1923–2009), jugoslawischer Leichtathlet
- Gubin, Alexander Michailowitsch (* 1935), sowjetischer Biathlet
- Gubin, Éliane (* 1942), belgische Historikerin
- Gubin, Oleg Sergejewitsch (* 1981), russischer Eishockeyspieler
- Gubin, Sol (1928–1996), US-amerikanischer Jazz- und Studiomusiker
- Gubinelli, Leonardo (* 2000), schweizerisch-italienischer Fussballspieler
- Gubiotti, Marco Aurélio (* 1963), brasilianischer Geistlicher, römisch-katholischer Bischof von Itabira-Fabriciano
- Gubis, Mihály (1948–2006), ungarischer Maler und Bildhauer
- Gubisch, Nora (* 1971), französische Opernsängerin (Mezzosopran)
- Gubitz, Friedrich Wilhelm (1786–1870), deutscher Schriftsteller, Grafiker, Professor an der Kunstakademie
- Gubitz, Johann Christoph (1754–1826), deutscher typografischer Künstler, Schriftsetzer und Stempelschneider
- Gubitz, Kilian (1751–1824), römisch-katholischer Geistlicher
- Gubitzer, Luise (* 1952), österreichische Universitätsprofessorin und politische Ökonomin

### Gubk
- Gubkin, Iwan Michailowitsch (1871–1939), russischer bzw. sowjetischer Geologe

### Gubl
- Gubler, Eduard (1891–1971), Schweizer Künstler
- Gubler, Ernst (1895–1958), Schweizer Bildhauer, Zeichner, Maler, Grafiker, Autor und Zeichenlehrer
- Gubler, Hans Martin (1939–1989), Schweizer Kunsthistoriker
- Gubler, Jacques (1922–2018), Schweizer Richter und Regierungsstatthalter
- Gubler, Matthew Gray (* 1980), US-amerikanischer Filmschauspieler, Synchronsprecher und Filmemacher sowie FotomodellMatthew Gray Gubler (* 1980)

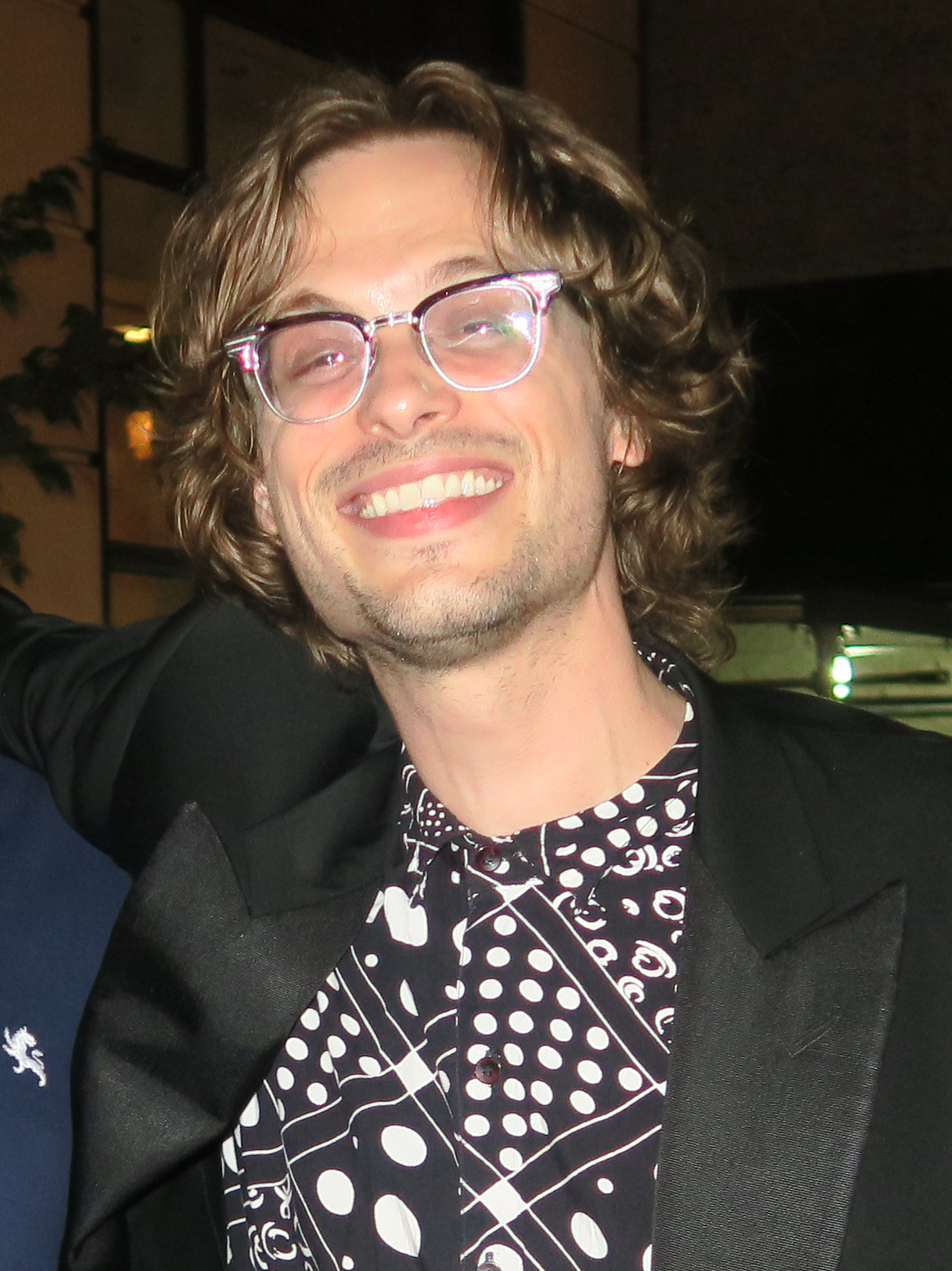
Matthew Gray Gubler (* 1980)

- Gubler, Max (1898–1973), Schweizer Maler
- Gubler, Rico (* 1972), Schweizer Saxophonist und Hochschullehrer
- Gubler, Walter (* 1965), Schweizer Mathematiker
- Gubler-Waigand, Martha (1902–2005), Schweizer Fotografin
- Gublija, Beslan Wladimirowitsch (* 1976), abchasisch-russischer Fußballspieler

### Gubn
- Gubner, Gary (1942–2024), US-amerikanischer Gewichtheber und Kugelstoßer

### Gubo
- Gubonin, Michail Jefimowitsch (1907–1971), russischer Maler, Grafiker und Archivar
- Gubonin, Pjotr Ionowitsch (1825–1894), russischer Unternehmer und Mäzen
- Gubová, Marianna (* 1971), slowakische Handballspielerin

### Gubs
- Gubsch, Dietmar (* 1941), freischaffender Künstler
- Gubser, Charles S. (1916–2011), US-amerikanischer Politiker (Republikanische Partei)
- Gubser, Kim (* 2000), Schweizer Freestyle-Skisportler
- Gubser, Monica (1931–2019), Schweizer Bühnen- und Filmschauspielerin
- Gubser, Robin (* 1991), liechtensteinischer Fussballspieler
- Gubser, Stefan (* 1957), Schweizer Schauspieler
- Gubser, Steven (1972–2019), US-amerikanischer Physiker

### Guby
- Guby, Rudolf (1888–1929), Passauer Kunsthistoriker und Heimatforscher